# Tantál-hafnium-karbid
A tantál-hafnium-karbid (Ta4HfC5) egy tűzálló vegyület, a világon eddig ismert legmagasabb olvadásponttal (4215°C). Felhasználása nem elterjedt, ennek fő oka, hogy ára kilogrammonként elérheti a 2 millió forintot.